# Щербакова Анна Станіславівна
Áнна Станіслáвівна Щербакóва (рос. Анна Станиславовна Щербакова; нар. 28 березня 2004, Москва, Росія) — російська фігуристка, що виступає в одиночному катанні, олімпійська чемпіонка (2022). Чемпіонка світу (2021), чемпіонка Європи (2022). Срібна призерка чемпіонату Європи (2020), срібна призерка Фіналу Гран-прі (2019). Триразова чемпіонка Росії (2019, 2020, 2021). Срібна призерка чемпіонату світу серед юніорів (2019). Майстер спорту Росії.
Станом на 1 квітня 2023 року посідає 7-е місце в рейтингу Міжнародного союзу ковзанярів.
Анна Щербакова — перша доросла фігуристка в історії, яка виконала четверний лутц на змаганнях під егідою Міжнародного союзу ковзанярів, а також перша в історії, яка виконала два четверні лутци в одній програмі.

## Спортивна кар'єра
Займається фігурним катанням з трьох з половиною років, коли батьки стали водити її на тренування до льодового палацу «Кришталевий» (тепер відділення «Кришталевий» Центру спорту та освіти «Самбо-70»). Першими тренерами Ганни були Юлія Красинська та Оксана Буличова. З листопада 2013 року дівчинка стала тренуватися під керівництвом Етері Тутберідзе.

### Сезон 2017—2018
На початку сезону 2017—2018 Анна Щербакова зламала ногу, відновлення зайняло півроку, через що їй довелося пропустити велику частину сезону. Наприкінці січня 2018 року посіла 13-е місце на першості Росії серед юніорів (старшого віку), що проходив в Саранську, але вже через місяць виграла Фінал Кубка Росії 2018 у Великому Новгороді.

### Сезон 2018—2019
У сезоні 2018—2019 дебютувала на юніорської серії Гран-прі, перемігши на етапах у Словаччині та Канаді і таким чином забезпечивши собі місце у фіналі. На початку грудня у Ванкувері у фіналі юніорського Гран-прі виступила невдало, впавши з четверного лутця (першого стрибка у своїй довільній програмі) і в результаті опинившись в сумі лише п'ятою.
На чемпіонаті Росії після прокату короткої програми посіла п'яте місце. На другий змагальний день чисто виконала всі елементи своєї довільної програми, включаючи четверний лутц, і, показавши найкращий результат серед всіх фігуристок — 155,69 бала, з сумою 229,78 бала стала чемпіонкою країни.
На європейському юнацькому олімпійському фестивалі в Сараєво набрала за сумою двох програм 202,79 бали і завоювала «золото».
У березні 2019 року на юніорському чемпіонаті світу в Хорватії Щербакова взяла срібло із сумою 219,94 бала.

### Сезон 2019—2020
У вересні 2019 року Щербакова дебютувала серед дорослих фігуристів на італійському турнірі, що входить до серії «Челленджер» — Lombardia Trophy. Анна здобула впевнену перемогу із загальною сумою 218,2 бала, випередивши Єлизавету Туктамишеву і завоювала срібло. При цьому, у довільній програмі Анна чисто виконала четверний лутц, ставши першою фігуристкою в історії, якій підкорився даний стрибок на дорослому рівні. Другим яскравим моментом довільної програми стала зміна кольору сукні, яка одним рухом руки під час обертання перетворилося з синього на яскраво-червоне. Зміна зовнішнього вигляду фігуристки підкреслила зміну музичної теми і темпу виконання програми, де ліричний настрій Гносіани № 1 Еріка Саті поступився енергії і натиску музичної теми з балету «Жар-птиця» Ігоря Стравинського.
У жовтні 2019 року Анна Щербакова встановила рекорд на етапі Гран-прі Skate America в Лас-Вегасі. У довільній програмі вона виконала каскад з четверного лутца-потрійного тулупа, за який отримала 18,66 бала. За підсумками короткої і довільної програм вона обійшла американку Брейді Теннел і стала першою, набравши 227,76 бали.
За виступ у короткій програмі в китайському Чунцін на турнірі Гран-прі Cup of China Анна Щербакова отримала від суддів 73,51 бали, встановивши новий особистий рекорд у коротких прокатах. У довільній програмі фігуристка виконала два четверних лутця — сольний і в каскаді з потрійним тулупом. Судді оцінили її виступ у 152,53 бали, за сумою двох прокатів Анна отримала 226,04 бали. Вигравши етап в Китаї, Анна пройшла у фінал серії Гран-прі.
У фіналі серії Гран-прі в італійському Турині Анна Щербакова стала срібною призеркою. Після короткої програми фігуристка посіла третє місце. За свій виступ Анна отримала від суддів 78,27 бали, оновивши особистий рекорд. Довільну програму Щербакова виграла, також встановивши свій особистий рекорд 162,65 бали і оновивши свій же рекорд за найдорожчий елемент у жіночому одиночному катанні, за каскад четверний лутц — потрійний тулуп фігуристка отримала 19,15 бали.
Наприкінці грудня 2019 року в Красноярську Анна Щербакова захистила титул чемпіонки Росії з фігурного катання, блискуче виконавши довільну програму. Щербакова виконала два четверных лутця (один в каскаді з потрійним тулупом) і четверний фліп з помаркою. Вже після перших чотирьох стрибкових елементів Щербакова набрала 55 балів за техніку (всього — 108).
|                                         |  |
| Щербакова на Чемпіонаті Росії 2019 року |  |

Анна Щербакова набрала за свій прокат 181,94 бали і 261,87 по сумі — це найкращі показники в історії, але вони не будуть зараховані, бо Міжнародний союз ковзанярів не враховує результати, встановлені на національних чемпіонатах.
На чемпіонаті Європи з фігурного катання, який проходив в Граці, Австрія, чинна чемпіонка Росії Анна Щербакова завоювала срібну медаль. У довільній програмі Анна посіла перше місце і вже традиційно побила свій же рекорд за найдорожчий елемент у жіночому одиночному катанні, за каскад четверний лутц-потрійний тулуп цього разу фігуристка отримала 19,31 бали. Але відставання після короткої програми не дозволило їй посісти підсумкове перше місце.

### Сезон 2020—2021
На чемпіонаті світу, який відбувся 24 по 27 березня 2021 року у Стокгольмі, Анна посіла 1 місце зі сумою балів 233,17. Вона посіла перше місце за підсумком короткої програми, отримавши 81 бал та випередила свою суперницю з Японії Ріку Кіхіру на менше ніж 2 бали. Під час довільної програми вона допустила помилки та впала й зайняла друге місце з сумою балів 152,17, єдиною фігуристкою що її випередила стала Олександра Трусова (152,38 балів).
У листопаді взяла участь у етапі серії Гран-прі Gran Premio d'Italia, за підсумками короткої програми посідала третє місце із результатом 71.73 бала. Анна Щербакова виходила на лід останньої, замість запланованого одного з найбільш високо оцінюваних потрійних каскадів потрійний лутц-потрійний рітбергер, виконала потрійний лутц-подвійний тулуп. Наступного дня у довільній програмі виконала четверний фліп, а у другій частині програми виконала невдалий каскад. За безпомилкове виконання довільної програми здобула 165.05 бала та оновила особистий рекорд майже на 3 бали. На третьому етапі серії Гран-прі в Італії Анні Щербаковій вдалося успішно виконати четверний стрибок уперше в сезоні.

### Сезон 2021—2022
У вересні 2021 року на контрольних прокатах збірної Росії з фігурного катання в Челябінську Анна Щербакова представила нову коротку програму під мелодію композитора Кирила Ріхтера The Songs of Distant Earth.
У довільній програмі, поставленій під саундтрек до серіалу «Майстер і Маргарита» композитора Ігоря Корнелюка, а також трек Ruska гурту Apocalyptica та Lacrimosa з «Реквієму» Вольфганга Амадея Моцарта, Щербакова виконала каскад потрійний фліп, подвійний аксель, потрійний лутц-потрійний сальхов через ойлер, потрійний фліп та потрійний лутц.
У жовтні 2021 року на міжнародному турнірі в Будапешті відбулася прем'єра змагань нових програм. Спортсменка лідирувала після чистого виконання короткої програми з 74,76 балами. На початку довільної програми фігуристка впала під час виконання четверного фліпу, стала другою у довільній програмі, набравши 147,97 бала. За підсумками двох програм Щербакова здобула срібну медаль турніру, поступившись Майї Хромих.
У листопаді Анна виграла третій етап серії Гран-прі Gran Premio d’Italia, здобувши 236,78 бала. За підсумками короткої програми посідала третє місце з результатом 71,73 бала. Щербакова виходила на лід останньою, замість запланованого, одного з найбільш високо оцінюваних потрійних каскадів — потрійний лутц-потрійний рітбергер, виконала каскад потрійний лутц-подвійний тулуп. Наступного дня у довільній програмі виконала четверний фліп, а у другій частині програми виконала каскад, що не вдався у короткій програмі. За безпомилкове виконання довільної програми отримала 165,05 бала та оновила особистий рекорд майже на 3 бали. На третьому етапі серії Гран-прі в Італії Щербаковій вдалося успішно виконати четверний стрибок уперше в сезоні.
Наприкінці листопада на п'ятому етапі серії Гран-прі Internationaux de France фігуристка виконала нову коротку програму під композицію Інона Зура «Dangerous Affairs», в якій стрибнула подвійний аксель, потрійний фліп та каскад із потрійних лутця та тулупа. Чисте виконання стрибків, а також оцінка решти елементів на четвертий рівень дозволила Анні посісти проміжне перше місце з результатом 77,94 бала. У довільній програмі було заплановано виконання двох четверних стрибків, але на початку програми при заході на четверний лутц Анна впала і не виконала стрибок. Фігуристка вкотре виявила силу характеру, змогла зібратися і чудово виконала четверний фліп, а в другій половині ще й складний каскад потрійний лутц-потрійний рітбергер, набравши 151,75 бала. За обидві програми Щербакова отримала 229,69 бала і вдруге у сезоні перемогла на етапі Гран-прі, забезпечивши собі вихід у фінал серії.
За підсумками шести етапів серії Гран-прі Щербакова здобула перемогу на двох своїх етапах і стала однією з п'яти російських одиночниць, яких відібрали у фінал серії, який мав відбутися з 9 по 12 грудня в японській Осаці. На початку грудня стало відомо, що фінал Гран-прі не відбудеться через закриття японським урядом кордонів країни для іноземців через загрозу поширення омікрон-штаму коронавірусної інфекції.
На Чемпіонаті Росії 2022 року Щербакова посіла друге місце в короткій програмі після Каміли Валієвої. Посіла четверте місце після довільної програми, впавши з четверного стрибка. У результаті змагання стала бронзовою призеркою, поступившись Камілі Валієвій та Олександрі Трусовій. Однак у 2023 році Валієву позбавили титулу чемпіонки Росії через позитивну допінг-пробу, тому Щербакова стала срібною призеркою.
|                                         |  |
| Щербакова на Чемпіонаті Росії 2022 року |  |

У січні Щербакова виступила на чемпіонаті Європи, який проводився у Таллінні. За підсумками короткої програми посіла 4 місце з 69,05 балами, у програмі вона виконала подвійний аксель, потрійний фліп і впала з потрійного лутця, таким чином зірвала запланований каскад потрійний лутц-потрійний рітбергер. У довільній програмі вона виконала четверний фліп, каскад потрійний фліп-потрійний тулуп, подвійний аксель, подвійний аксель, каскад потрійної лутц-потрійний рітбергер і каскад потрійний фліп-ойлер-потрійний сальхов, потрійний лутц і отримала 168,37 бали і поліпшила свій особистий рекорд на 3 бали. Отримавши 237,42 бали за прокат, вона посіла друге місце за довільною програмою і стала другою в загальному заліку, поступившись Камілі Валієвій. Однак після анулювання результатів Валієвої через допінг-скандал Щербакова стала чемпіонкою Європи.
На Олімпійських іграх-2022 в особистому турнірі, за підсумком короткої програми посідала друге місце, отримавши 80,20 балів, поступившись Камілі Валієвій. В програмі виконала подвійний аксель, потрійний фліп, каскад потрійний лутц-потрійний тулуп. В довільній програмі виконала каскад четверний фліп-потрійний тулуп, четверний фліп, каскад потрійний фліп-потрійний тулуп, подвійний аксель, каскад потрійний лутц-потрійний рітбергер, каскад потрійний фліп-ойлер-потрійний сальхов, потрійний лутц й отримала 175,75 бали. Отримавши 255,95 бала за прокат вона посіла друге місце за довільну програму та стала першою в загальному заліку, випередивши Олександру Трусову (друге місце) та Каорі Сакамото (третє місце). Після оголошення результатів Щербакову критикували в соціальних мережах вболівальники інших фігуристок, кажучи, що перемога спортсменки незаслужена.
Після перемоги на Олімпійських іграх Щербакова мала їхати на Чемпіонат світу у французькому Монпельє, але через повномасштабне вторгнення Росії в Україну 24 лютого 2022 російських та білоруських спортсменів усунули від міжнародних змагань.
У серпні Щербакова перенесла операцію на коліно, і через відновлення після неї пропустила частину сезону 2022-2023.
Наприкінці 2022 Щербакова була номінована на премію Міжнародного союзу ковзанярів (ISU) у категорії «Найцінніший фігурист». Вона стала єдиною російською спортсменкою, номінованою на цю премію. Але незабаром ISU отримали два звернення від Української федерації фігурного катання (УФФК). Президент УФФК Михайло Макаров та голова УФФК Ганна Хниченкова попросили ISU виключити Щербакову з премії, оскільки представниця країни-терориста не має бути її претинденткою.

## Техніка
У квітні 2018 року на тренуванні вперше чисто виконала каскад з четверного лутца, потрійного лутца і потрійного рітбергера. Також на тренуваннях виконує четверний тулуп.
20 жовтня 2019 року на етапі Гран-прі Skate America, вперше в історії жіночого одиночного катання, Анна виконала в довільній програмі два четверних лутца, один з них в каскаді з потрійним тулупом.

## Програми
| Сезон     | Коротка програма | Довільна програма | Показові номери |
| --------- | --- | --- | --- |
| 2021-2022 | - «The Songs of Distant Earth» Кирило Ріхтер хореограф-постановник Даніл Глейхенгауз | - «Ruska» Apocalyptica - Великий бал у сатани (з телесеріалу «Майстер і Маргарита») Ігор Корнелюк - «Requiem» Вольфганг Амадей Моцарт) у виконанні Девіда Гарретта хореограф-постановник Данило Глейхенгауз | |
| 2020-2021 | - «O Doux Printemps D’autrefois» Жуль Массне (з трагедії «Леконта де Ліля») у виконанні Джошуа Белла хореограф-постановник Даніл Глейхенгауз                                                             | - «Morning Passages» Філіп Глас - «Forgiveness» Пану Аалті - «Secrets» OneRepublic хореограф-постановщик Даніл Глейхенгауз                                                                                  | - «Everybody Wants to Rule the World» (музика з фільму «Голодні ігри: І спалахне полум'я») в виконанні Lordeхореограф-постановник Даніл Глейхенгауз |
| 2019-2020 | - «The Girl with the Plums» - «Meeting Laura» - «Laura's murder» Том Тиквер, Джонні Клімек, Райнгольд Хайль (музика з фільму «Парфумер: Історія одного вбивці») хореограф-постановник Даніїл Глейхенгауз | - «Six Gnossiennes: No.1: Lent» Ерік Саті у виконанні Роланда Пьонтінена - Різні композиції з балету «Жар-птиця» Ігор Стравинський хореограф-постановник Даніїл Глейхенгауз                                 | - «Kimono» Strawhatz - «Till The AM» TroyBoi хореограф-постановник Даніїл Глейхенгауз                                                               |
| 2018-2019 | - «Comme A Amour» Річард Клайдерман хореограф-постановник Даніїл Глейхенгауз | - «Introduction and Rondo Capriccioso» Каміль Сен-Санс хореограф-постановник Даніїл Глейхенгауз | - «Kimono» Strawhatz - «Till The AM» TroyBoi хореограф-постановник Даніїл Глейхенгауз - «Dreamcatcher» Secret Garden                                |
| 2017-2018 | - «Ноктюрни (опус 9, Шопен)» Фридерік Шопен | - «Dreamcatcher» Secret Garden | |

## Спортивні досягнення

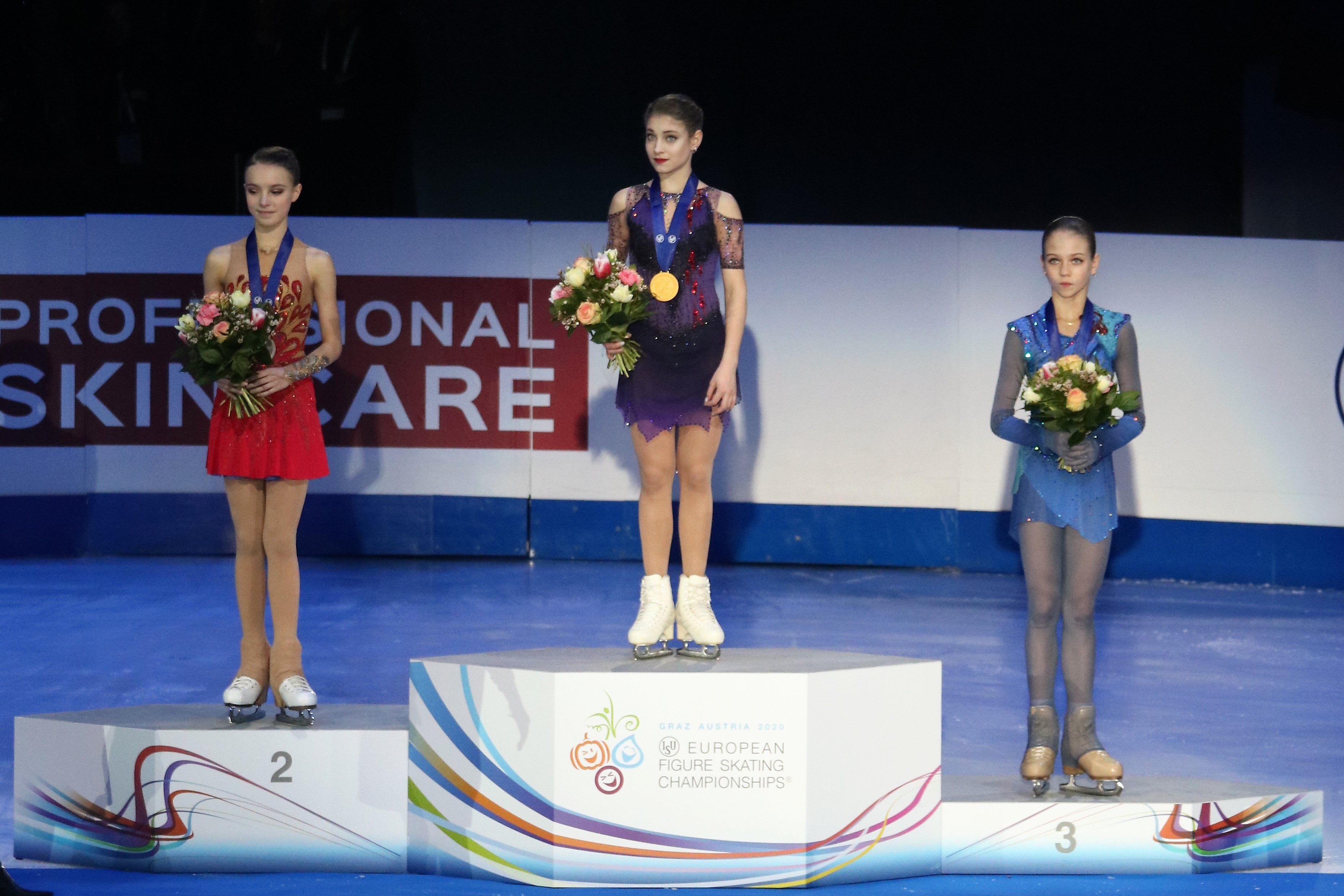
Анна Щербакова (ліворуч) на Чемпіонаті Європи-2020 з Альоною Косторною (всередині) та Олександрою Трусовою (праворуч)

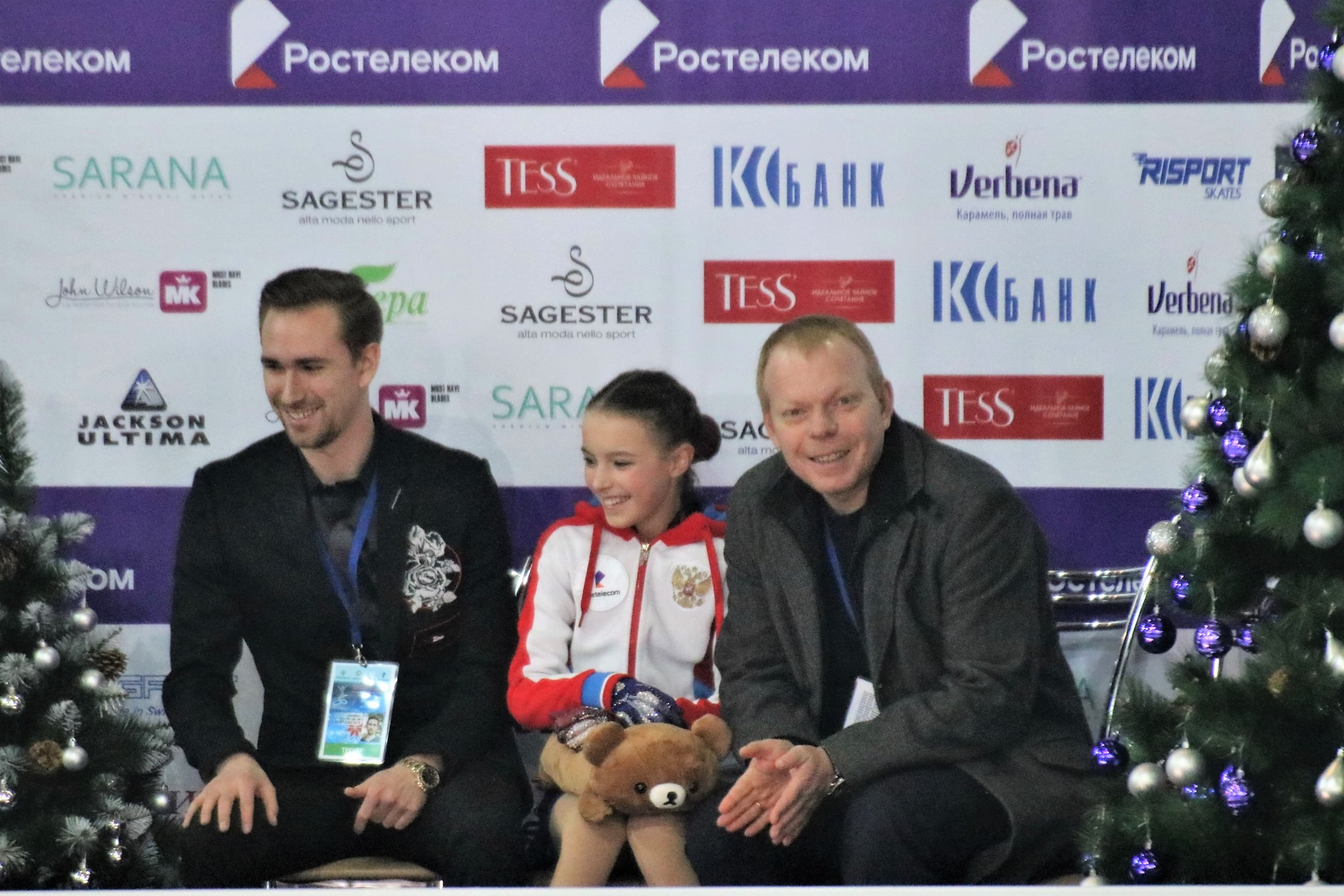
Анна Щербакова з
Данилом Глейхенгаузом (ліворуч) і Сергієм Дудаковим (праворуч) на чемпіонаті Росії 2019 року

| Змагання                                         | 17/18                    | 18/19                    | 19/20                    | 20/21                    | 21/22                    |
| Міжнародні індивідуальні                         | Міжнародні індивідуальні | Міжнародні індивідуальні | Міжнародні індивідуальні | Міжнародні індивідуальні | Міжнародні індивідуальні |
| ------------------------------------------------ | ------------------------ | ------------------------ | ------------------------ | ------------------------ | ------------------------ |
| Олімпійські ігри                                 |                          |                          |                          |                          | 1                        |
| Чемпіонати світу                                 |                          |                          | C                        | 1                        |                          |
| Чемпіонати Європи                                |                          |                          | 2                        | C                        | 1                        |
| Фінали Гран-прі                                  |                          |                          | 2                        |                          | C                        |
| Етапи Гран-прі. Skate America                    |                          |                          | 1                        |                          |                          |
| Етапи Гран-прі. Cup of China                     |                          |                          | 1                        |                          | C                        |
| Етапи Гран-прі. Франція                          |                          |                          |                          |                          | 1                        |
| Етапи Гран-прі. Rostelecom                       |                          |                          |                          | WD                       |                          |
| Етапи Гран-прі. Італія                           |                          |                          |                          |                          | 1                        |
| Челенджери. Lombardia Trophy                     |                          |                          | 1                        |                          |                          |
| Budapest Trophy                                  |                          |                          |                          |                          | 2                        |
| Національні                                      |                          |                          |                          |                          |                          |
| Чемпіонат Росії                                  |                          | 1                        | 1                        | 1                        | 2                        |
| Першість Росії серед юніорів                     | 13                       | 3                        |                          |                          |                          |
| Зимова Спартакіада (юнацька)                     |                          | 2                        |                          |                          |                          |
| Міжнародні серед юніорів                         |                          |                          |                          |                          |                          |
| Чемпіонат світу серед юніорів                    |                          | 2                        |                          |                          |                          |
| Фінал юніорського Гран-прі                       |                          | 5                        |                          |                          |                          |
| Етапи юніорського Гран-прі. Словаччина           |                          | 1                        |                          |                          |                          |
| Етапи юніорського Гран-прі. Канада               |                          | 1                        |                          |                          |                          |
| Європейські юнацькі зимові Олімпійські фестивалі |                          | 1                        |                          |                          |                          |

### Детальні результати
На чемпіонатах ІСУ нагороджують малими медалями за коротку і довільну програму.
| Дата                | Змагання                                                  | КП            | ПП            | Загальна      |
| Сезон 2019—20       | Сезон 2019—20                                             | Сезон 2019—20 | Сезон 2019—20 | Сезон 2019—20 |
| ------------------- | --------------------------------------------------------- | ------------- | ------------- | ------------- |
| 20—26 січня 2020    | Чемпіонат Європи 2020                                     | 2 77,95       | 1 159,81      | 2 237,76      |
| 24—29 грудня 2019   | Чемпіонат Росії 2020                                      | 2 79,93       | 1 181,94      | 1 261,87      |
| 5—8 грудня 2019     | Фінал Гран-прі 2019/2020                                  | 3 78,27       | 1 162.65      | 2 240.92      |
| 8—10 листопада 2019 | Етапи Гран-прі. Cup of China 2019                         | 1 73,51       | 1 152,53      | 1 226,04      |
| 18—20 жовтня 2019   | Етапи Гран-прі. Skate America 2019                        | 4 67,60       | 1 160,16      | 1 227,76      |
| 13—15 вересня 2019  | Челленджери. Lombardia Trophy 2019                        | 3 67,73       | 1 150,47      | 1 218,20      |
| Сезон 2018—19       |                                                           |               |               |               |
| 21—26 березня 2019  | Зимова Спартакіада                                        | 1 78,49       | 2 143,32      | 2 221,81      |
| 4—10 березня 2019   | Чемпіонат світу среди юніорів 2019                        | 1 72,86       | 2 147,08      | 2 219,94      |
| 13—14 февраля 2019  | Зимовий Європейський юнацький Олімпійський фестиваль 2019 | 1 72,57       | 1 130,22      | 1 202,79      |
| 19—23 грудня 2018   | Чемпіонат Росії 2019                                      | 5 74,09       | 1 155,69      | 1 229,78      |
| 6—9 грудня 2018     | Фінал юніорського Гран-прі 2018                           | 6 56,26       | 5 125,57      | 5 181,83      |
| 12—15 вересня 2018  | Етапи юніорського Гран-прі. Канада 2018                   | 1 65,07       | 1 130,49      | 1 195,56      |
| 22—25 августа 2018  | Етапи юніорського Гран-прі. Словаччина 2018               | 1 73,18       | 1 132,21      | 1 205,39      |
| Сезон 2017—18       |                                                           |               |               |               |
| 23—26 січня 2018    | Першість Росії серед юніорів 2018                         | 8 68,19       | 16 111,00     | 13 179,19     |